# Liste de volcans de Nouvelle-Zélande
Cet article recense les volcans de Nouvelle-Zélande. 

## Liste

### Arc des Kermadec
| Nom         | Altitude | Dernière éruption | Coordonnées           |
| ----------- | -------- | ----------------- | --------------------- |
| Brothers    | −01 350, | ?                 | ?                     |
| Clark       | −00860,  | ?                 | 36° 27′ S, 177° 50′ E |
| Cole        | ?        | ?                 | ?                     |
| Cotton      | −00950,  | ?                 | 35° 03′ S, 178° 59′ E |
| Curtis      | +00137,  | ?                 | 30° 33′ S, 178° 34′ E |
| Gamble      | ?        | ?                 | ?                     |
| Giggenbach  | −00065,  | ?                 | 30° 02′ S, 178° 43′ E |
| James Healy | −01 150, | 1360              | 34° 59′ S, 179° 00′ E |
| Hinepuia    | ?        | ?                 | ?                     |
| Hinetāpeka  | ?        | ?                 | ?                     |
| Macauley    | +00238,  | Holocène          | 30° 12′ S, 178° 28′ E |
| Monowai     | −00100,  | 2008              | 25° 53′ S, 177° 11′ E |
| Pūtoto      | ?        | ?                 | ?                     |
| Rakahore    | ?        | ?                 | ?                     |
| Raoul       | +00516,  | 2006              | 29° 16′ S, 177° 55′ E |
| Rumble I    | −01 100, | ?                 | 35° 30′ S, 178° 54′ E |
| Rumble II   | −00880,  | ?                 | 35° 24′ S, 178° 36′ E |
| Rumble III  | −00140,  | 1986              | 35° 45′ S, 178° 29′ E |
| Rumble IV   | −00450,  | ?                 | 36° 08′ S, 178° 03′ E |
| Rumble V    | −01 100, | ?                 | 36° 08′ S, 178° 12′ E |
| Silent I    | ?        | ?                 | ?                     |
| Silent II   | ?        | ?                 | ?                     |
| Tangaroa    | −00600,  | ?                 | 36° 19′ S, 178° 02′ E |
| Volcan W    | −00900,  | ?                 | 31° 51′ S, 179° 11′ E |
| Wright      | −00750,  | ?                 | 31° 30′ S, 179° 12′ E |

### Île du Nord

#### Zone volcanique de Taupo
La zone volcanique de Taupo est une région volcanique assez active de l'île du Nord.
| Nom            | Altitude | Dernière éruption        | Coordonnées           |
| -------------- | -------- | ------------------------ | --------------------- |
| Mokoia         | ?        | ?                        | ?                     |
| Hauhungatahi   | +01 521, | ?                        | 39° 14′ S, 175° 26′ E |
| Kawerau        | ?        | ?                        | ?                     |
| Rotorua        | +00757,  | Pléistocène              | 38° 05′ S, 176° 16′ E |
| Taupo          | +00760,  | 181                      | 38° 49′ S, 176° 00′ E |
| Tama           | ?        | ?                        | ?                     |
| Maroa          | +01 156, | 180                      | 38° 25′ S, 176° 05′ E |
| Mont Maunganui | +00232,  | ?                        | ?                     |
| Ngauruhoe      | +02 291, | 1977                     | 39° 48′ S, 175° 23′ E |
| Ngongotaha     | +00487,  | ?                        | ?                     |
| Okataina       | +01 111, | 1973                     | 38° 07′ S, 176° 30′ E |
| Pihanga        | +01 325, | ?                        | ?                     |
| Putauaki       | +00867,  | ~ 300 av. J.-C.          | ?                     |
| Reporoa        | +00592,  | 1180                     | 38° 25′ S, 176° 20′ E |
| Ruapehu        | +02 797, | 2007                     | 39° 11′ S, 175° 21′ E |
| Tarawera       | +01 131, | 1886                     | 38° 13′ S, 176° 30′ E |
| Tauhara        | +01 087, | Pléistocène              | ?                     |
| Tongariro      | +01 968, | 1926                     | 39° 06′ S, 175° 42′ E |
| Tuhua          | +00338,  | 4390 av. J.-C. ± 200 ans | 37° 17′ S, 176° 15′ E |
| Waiotapu       | +00592,  | 1180                     | 38° 25′ S, 176° 20′ E |
| Whakaari       | +00321,  | 2019                     | 37° 31′ S, 177° 11′ E |
| Whakamaru      | 294      | ?                        | ?                     |
| Whakatane      | −00980,  | ?                        | 36° 48′ S, 177° 30′ E |

#### Autres zones
| Nom                   | Altitude            | Dernière éruption             | Coordonnées           |
| --------------------- | ------------------- | ----------------------------- | --------------------- |
| Auckland              | +00260,             | 1350                          | 36° 54′ S, 174° 52′ E |
| Bombay Hills          | ?                   | 500 000 ans                   | ?                     |
| Gannet                | ?                   | 500 000 ans                   | ?                     |
| Kaikohe-Bay           | +00388,             | 400 ± 300 ans                 | 35° 18′ S, 173° 54′ E |
| Kaitake               | ?                   | 500 000 ans                   | ?                     |
| Karioi                | +00756, \| Pliocène | 37° 51′ 53″ S, 174° 48′ 06″ E |                       |
| Little Barrier Island | +00722,             | ?                             | ?                     |
| Manukau               | +00474,             | 16 000 ans                    | ?                     |
| Maungatautari         | +00797,             | ?                             | ?                     |
| Paritutu              | +00153,             | 1,7 000 ans                   | ?                     |
| Pirongia              | +00962,             | ?                             | ?                     |
| Poor Knights Islands  | ?                   | 4 000 ans                     | ?                     |
| Pouakai               | ?                   | 240 000 ans                   | ?                     |
| Rangitoto             | +00260,             | 600 ans                       | 36° 04′ S, 174° 05′ E |
| Taranaki/Egmont       | +02 518,            | 1755                          | 39° 18′ S, 174° 06′ E |
| Whale                 | +00354,             | Pléistocène                   | 37° 51′ S, 176° 59′ E |
| Whangarei             | +00397,             | ?                             | 35° 45′ S, 174° 16′ E |

### Île du Sud
| Nom               | Altitude | Dernière éruption | Coordonnées           |
| ----------------- | -------- | ----------------- | --------------------- |
| Akaroa            | ?        | Miocène           | 43° 48′ S, 172° 57′ E |
| Horrible          | ?        | 2 000 ans         | 44° 23′ S, 171° 03′ E |
| Lyttelton Harbour | +00919,  | Miocène           | 43° 36′ S, 172° 43′ E |
| Otago Harbour     | +00680,  | 10 000 ans        | 45° 49′ S, 170° 39′ E |

### Autres
| Nom       | Altitude | Dernière éruption | Coordonnées           |
| --------- | -------- | ----------------- | --------------------- |
| Antipodes | +00402,  | Holocène          | 49° 41′ S, 178° 46′ E |
| Auckland  | +00650,  | ?                 | 36° 54′ S, 178° 28′ E |
| Dick      | +00705,  | ?                 | ?                     |
| Pitt      | +00241,  | ?                 | 44° 11′ S, 176° 08′ E |
| Solander  | +00330,  | Pléistocène       | 46° 34′ S, 166° 53′ E |